# Глєбов Кирило Артемович
Кирило Артемович Глєбов (рос. Кирилл Артёмович Глебов, нар. 10 листопада 2005, Челябінськ, Росія) — російський футболіст, півзахисник московського ЦСКА.

## Ігрова кар'єра

### Клубна
Кирило Глєбов народився у місті Челябінськ, де й почав займатися футболом у місцевій школі «Сигнал» разом зі своїм братом Матвієм, де працював тренером їхній батько.
У 2019 році Кирило приєднався до столичного ЦСКА. Його дебют на професійному рівні відбувся 5 березня 2023 року, коли в матчі чемпіонату країни проти «Сочі» Кирило вийшов на заміну у другому таймі і отримав жовту картку.
В грудні 2023 року Глєбов продовжив чинний контракт з ЦСКА до літа 2027 року з опцією продовження угоди ще на рік. В сезоні 2022/23 Глєбов в складі ЦСКА виграв Кубок країни.

### Збірна
З 2021 року Кирило Глєбов виступав за юнацькі збірні Росії. У 2023 році футболіст дебютував у складі молодіжної збірної Росії.

## Титули
ЦСКА
 Чемпіон Росії: 2022/23
 Володар Кубка Росії: 2022/23, 2024/25
 Володар Суперкубка Росії: 2025